# Knut Knutsen
Pour les articles homonymes, voir Knutsen.

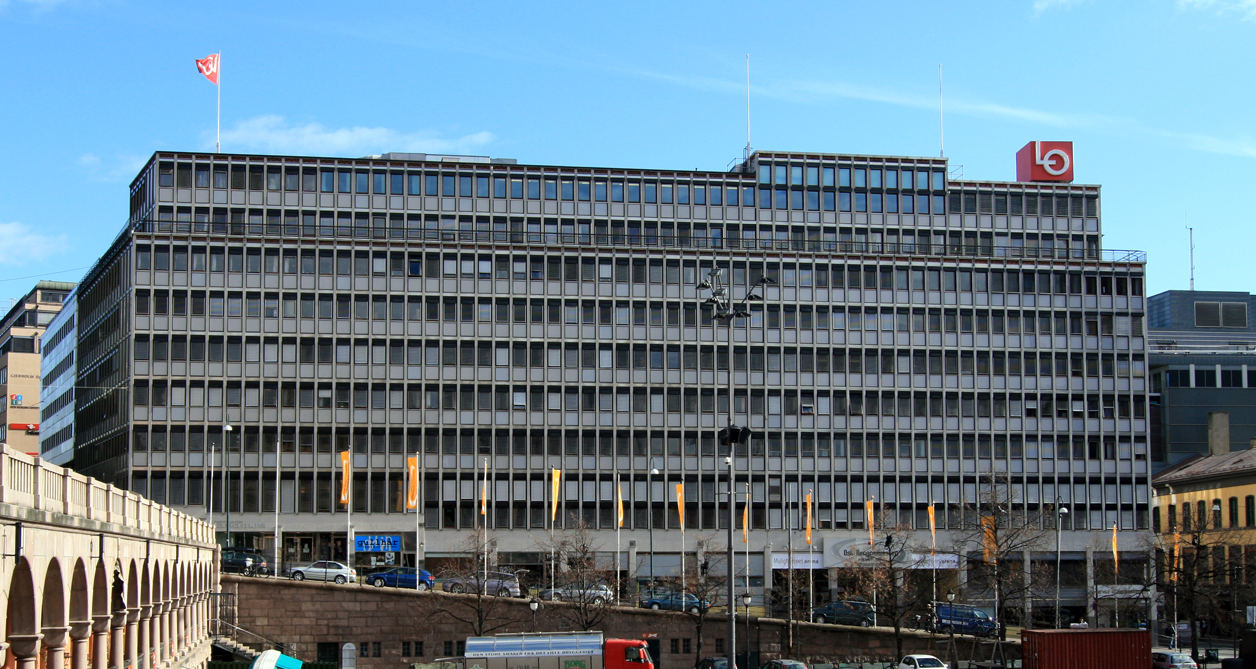
Maison du peuple à Oslo, terminée en 1962

Knut Knutsen, né le 4 décembre 1903 à Christiania et mort le 9 juillet 1969 à Kragerø, est un architecte norvégien.

## Biographie
Knut Knutsen naît le 4 décembre 1903 à Christiania. Il est diplômé de l'École nationale de l'artisanat et de l'art de 1925 à 1930 et a créé sa propre entreprise à Oslo en 1933 .
Son travail avant le déclenchement de la Seconde Guerre mondiale s'inscrit dans les conventions architecturales en vigueur. Avec le temps, ils sont devenus moins liés et plus cohérents avec ses théories. 
Dans un essai de 1961, L'homme au centre, il est l'un des premiers à aborder le lien du bâtiment avec la terre. La résidence d'été de Knut Knutsen à Portør (en) (1949), celle de Bergendahl à Tjøme (1960) et celle de Thorkelsen à Portør (1961) sont trois exemples concrets dans cette direction.
Il est le père de l'architecte Bengt Espen Knutsen.

## Réalisations
- Avec les architectes Arne Korsmo et Ole Lind Schrstad, Knut Knutsen a conçu le pavillon de la Norvège de l'exposition universelle de 1937[3].
- Keysers gate, 5B, immeuble de bureaux construit en 1937[2].
- Møllergata, 24, immeuble de bureaux construit en 1938[2],[4].
- Clarion Hotel The Hub, hôtel construit en 1952 pour les jeux olympiques d'hiver d'Oslo[2].
- Ambassade de Norvège en Suède achevée en 1952.
- Venstres Hus, immeuble de bureaux construit en 1954[2],[4].
- Folkets hus (Maison du peuple) à Oslo, réalisée entre 1958 et 1962[2],[5].

## Publications
- 1961 : L'homme au centre